# Le Voleur de Bagdad (film, 1961)
Pour les articles homonymes, voir Le Voleur de Bagdad.
Pour plus de détails, voir Fiche technique et Distribution.
Le Voleur de Bagdad (titre original : Il ladro di Bagdad) est un film d'aventure franco-italien réalisé par Arthur Lubin et Bruno Vailati, sorti en 1961.

## Synopsis
Amina la fille du sultan attend l’arrivée au palais du prince Osman qu’elle doit épouser et qu’elle n’a jamais vu. Mais l’homme qui se présente  est un imposteur. Son vrai nom est Karim, un voleur bien connu dans la ville.
Sa supercherie est découverte à l’arrivée du véritable Osman. Karim traqué réussit à s’enfuir.
La jeune fille tombe bientôt malade, appelé à son chevet un magicien déclare que seule une rose bleue pourrait avoir un effet salutaire sur son mal.

## Fiche technique
- Titre original : Il ladro di Bagdad
- Titre français : Le Voleur de Bagdad
- Réalisation : Arthur Lubin et Bruno Vailati
- Assistant-réalisateur : Roberto Fiz
- Scénario : Augusto Frassinetti, Bruno Vailati et Filippo Sanjust
- Photographie : Tonino Delli Colli
- Montage : Gene Ruggiero
- Musique : Carlo Rustichelli
- Chorégraphie : Paul Steffen
- Direction artistique : Flavio Mogherini
- Décors : Massimo Tavazzi
- Costumes : Georges K. Benda
- Effets spéciaux : Thomas Howard
- Producteur : Bruno Vailati
- Sociétés de production : Titanus (Rome), Lux Film (Paris)
- Société de distribution : Titanus (Italie), Lux Film (France), Metro-Goldwyn-Mayer (États-Unis)
- Pays de production :  Italie |  France
- Langue : italien
- Format : Couleurs — 35 mm — 2,35:1 — Son : Mono
- Genre : Film d'aventure, Film de fantasy
- Durée : 100 minutes (1 h 40)
- Dates de sortie :
  - Italie : 23 mars 1961
  - France : 9 août 1961
- Affiche : Jean Mascii (France)

## Distribution
- Steve Reeves (VF : Jacques Beauchey) : Karim
- Giorgia Moll  (VF : Françoise Dorléac) : Amina, fille du sultan
- Arturo Dominici (VF : Michel Gudin) : Osman, prince de Mossoul
- Daniele Vargas (VF : Roger Tréville) : le grand vizir Gamal
- Georges Chamarat (VF : lui-même) : le magicien
- Edy Vessel  : Kadeejah
- Antonio Battistella : le sultan de Bagdad
- Fanfulla (VF: Marcel Dalio): Abdul
- Gian Carlo Zarfati : Farid, le petit garçon
- Gina Mascetti (VF : Paule Emanuele) : Aliecha, la gouvernante
- Gian Paolo Rosmino (VF : Paul Ville) : le chambellan
- Mohammed Agrebi (VF : Pierre Morin) : l'ami de Karim
- Eduardo Bergamo : Assan, le 1er prétendant
- Franco Cobianchi : le 2e prétendant
- Rosario Borelli : un prétendant
- Frazier Rippy: un prétendant
- Anita Todesco : la suivante
- Chignone : le monstre
- Mario Passante : le savant